# Лопес, Эдуардо
Эдуардо Карлос Лопес Паниагуа (исп. Eduardo Carlos López Paniagua; род. 5 сентября 1926) — гватемальский фехтовальщик. Участник летних Олимпийских игр 1952 года, бронзовый призёр Центральноамериканских и Карибских игр 1950 года.

## Биография
Эдуардо Лопес родился 5 сентября 1926 года.
В 1950 году завоевал бронзовую медаль Центральноамериканских и Карибских игр в Гватемале в командном турнире шпажистов.
В 1952 году вошёл в состав сборной Гватемалы на летних Олимпийских играх в Хельсинки. В личном турнире рапиристов занял последнее, 7-е место в группе 1/8 финала, проиграв все шесть поединков — Гюставу Балистеру из Бельгии, Алби Аксельроду из США, Курту Линдеману из Финляндии, Андрею Вылче из Румынии, Хосе Родригесу из Аргентины и Эдварду Бруку из Канады. В личном турнире шпажистов занял последнее, 8-е место в группе, проиграв шесть поединков. В личном турнире саблистов поделил 6-8-е места в группе 1/8 финала, выиграв один поединок и потерпев пять поражений.